# Ibanda (district)
Ibanda is een district in het westen van Oeganda. Het administratief centrum ligt in de gelijknamige stad Ibanda. Het district Ibanda telde in 2014 249.625 inwoners en in 2020 naar schatting 277.300 inwoners op een oppervlakte van 967 km². 56% van de bevolking woont er in stedelijk gebied.
In 2005 is Ibanda afgesplitst van het district Mbarara. Het district is opgedeeld in 15 sub-county's, 57 parishes en 590 dorpen.